# Asta Buchman
Asta Augusta Charlotte Linden Buchman, född 14 maj 1886 i Hova församling, död 12 maj 1965 i Göteborg, var en svensk målare och grafiker.
Hon var dotter till fotografen och konstnären John Gustav Peterson-Linden och lärarinnan Charlotte Janson och gift med ingenjören Carl Adam Buchman. Hon studerade en kortare tid vid privata målarateljéer i Dresden och Frankfurt men är i övrigt autodidakt. Hennes konst består av målningar i olja och akvarell samt träsnitt och torrnål. Hon utgav 1944 diktsamlingen Under livsträdets krona som hon själv illustrerade med originalträsnitt.